# Rhinocricus nattereri
Rhinocricus nattereri är en mångfotingart som först beskrevs av Jean-Henri Humbert och Henri Saussure 1870.  Rhinocricus nattereri ingår i släktet Rhinocricus och familjen Rhinocricidae. Inga underarter finns listade i Catalogue of Life.